# Khwae Yai
De rivier de Khwae Yai (Thais: แม่น้ำแควใหญ่, RTGS: Maenam Khwae Yai, uitgesproken als [mɛ̂ːnáːm kʰwɛː jàj], ook wel bekend als de Si Sawat, Thais: แม่น้ำศรีสวัสดิ์, [mɛ̂ː náːm sǐː sa.wàt]), is een rivier in het westen van Thailand. Hij ontspringt in de Tenasserimketen en stroomt zo'n 380 km door de provincie Kanchanaburi tot Pak Phraek en gaat dan verder als de Mae Klong (Meklong).
Tijdens de Tweede Wereldoorlog werd de brug over de rivier de Kwai gebouwd bij de stad Kanchanaburi, enkele kilometers voor Pak Phraek. De rivier heette destijds Mae Klong zoals nu nog de benedenloop, maar werd in de jaren zestig hernoemd in Kwae Yai toen de brug door de film internationaal bekend was geraakt. Pierre Boulle, de schrijver van het boek Le Pont de la rivière Kwaï had zich in de naam vergist. De echte Kwaï, tegenwoordig Khwae Noi genoemd, waarlangs de Birmaspoorlijn voor een groot deel werd aangelegd, voegt zich pas na de brug bij de Khwae Yai. Na deze samenvloeiing heeft de rivier de oude naam Mae Klong behouden.
- Virtual International Authority File: 209145542529696640297